# Ashoke Sen
Ashoke Sen (Calcutta, 15 luglio 1956) è un fisico indiano, specializzato in fisica teorica e professore dell'Istituto di ricerca di Haris-Chandra e dell'Istituto per gli studi avanzati coreano.
Sen concentra fortemente il suo lavoro nell'ambito della teoria delle stringhe. Nel 2012 ha vinto il Fundamental Physics Prize "per aver aperto la strada alla realizzazione del fatto che tutte le teorie delle stringhe sono tutte limiti di un'unica grande teoria".

## Studi
Ashoke Sen è nato il 15 luglio 1956 a Calcutta; figlio di Anil Kumar Sen, un professore dello Scottish Church College. Ha conseguito un baccalaureato all'Università di Calcutta, e un master all'Istituto indiano della tecnologia di Kanpur. Ispirato da Amal Kumar Raychaudhuri ha conseguito un dottorato alla Stony Brook University.

## Carriera
Ashoke Sen ha contribuito in modo molto attivo allo sviluppo e alla ricerca nell'ambito della teoria delle stringhe, in particolare con un suo saggio ha rivoluzionato la fisica della S-dualità, è anche stato un pioniere nello studio delle D-brane con la Congettura di Sen che riguarda la condensazione dei tachioni. Nel 1998 è diventato membro della Royal Society, in seguito alla nomina del fisico teorico Stephen Hawking. I suoi più recenti studi riguardano i buchi neri e la loro relazione con la teoria delle stringhe. Nel 2014 è stato insignito della premio Dirac.